# Adis Jahović
Adis Jahović (mazedonisch Адис Јаховиќ; * 18. März 1987 in Skopje) ist ein nordmazedonischer Fußballspieler bosniakischer Abstammung.

## Karriere

### Verein
Jahović begann mit dem Vereinsfußball in der Nachwuchsabteilung von FK Napredok Kičevo und startete 2006 hier seine Profikarriere. Nach einer halben Saison im Profikader wurde er an Makedonija Skopje abgegeben. 2007 wechselte er zum FK Željezničar Sarajevo und setzte damit seine Karriere im Ausland fort. Nach zwei weiteren Stationen in Bosnien und Herzegowina spielte er dann für Vereine u. a. in der Schweiz, in Kroatien, der Ukraine und in Russland. Für internationale Schlagzeilen sorgte er 2012, als er als Spieler des FC Wil bei einem Auswärtsspiel in Biel gegen den Schiedsrichter mit den Worten «If I see you after, I kill you» eine Morddrohung ausgesprochen hatte. Jahović wurde in der Folge für 10 Spiele gesperrt.
In der Sommertransferperiode 2016 heuerte Jahović beim türkischen Zweitligisten Göztepe Izmir an. Mit diesem Verein beendete er die Saison 2017/18 als Play-off-Sieger der TFF 1. Lig und stieg mit ihm in die Süper Lig auf. In dieser Liga erreichte Jahović einen guten Start und war zur Rückrunde mit 14 Treffern einer der erfolgreichsten Torjäger der Liga. Da er sich mit Göztepe um eine Vertragsverlängerung über die Saison hinaus nicht hatte einigen können, wurde er an den Ligarivalen Konyaspor abgegeben.
Zur Saison 2019/20 wechselte er gemeinsam mit seinem Sturmpartner Thievy Bifouma zum Ligarivalen Yeni Malatyaspor.

### Nationalmannschaft
Jahović spielt seit November 2012 für die mazedonische Nationalmannschaft.

## Erfolge
Göztepe Izmir
- Play-off-Sieger der TFF 1. Lig und Aufstieg in die Süper Lig: 2016/17